# 쇼지 호노야
쇼지 호노야(일본어: 庄司 朋乃也, 1997년 10월 8일 ~ )는 일본의 축구 선수이다. 현재 J2리그의 츠바이겐 가나자와에서 뛰고 있다.

## 구단 경력
그는 2016년부터 J리그의 세레소 오사카, 츠바이겐 가나자와, 오이타 트리니타, V-파렌 나가사키에서 뛰었다.

## 국가대표팀 경력
그는 2018년 AFC U-23 축구 선수권 대회에 참가할 일본 U-23 국가대표팀에 발탁되었다.